# 존 W. 스노

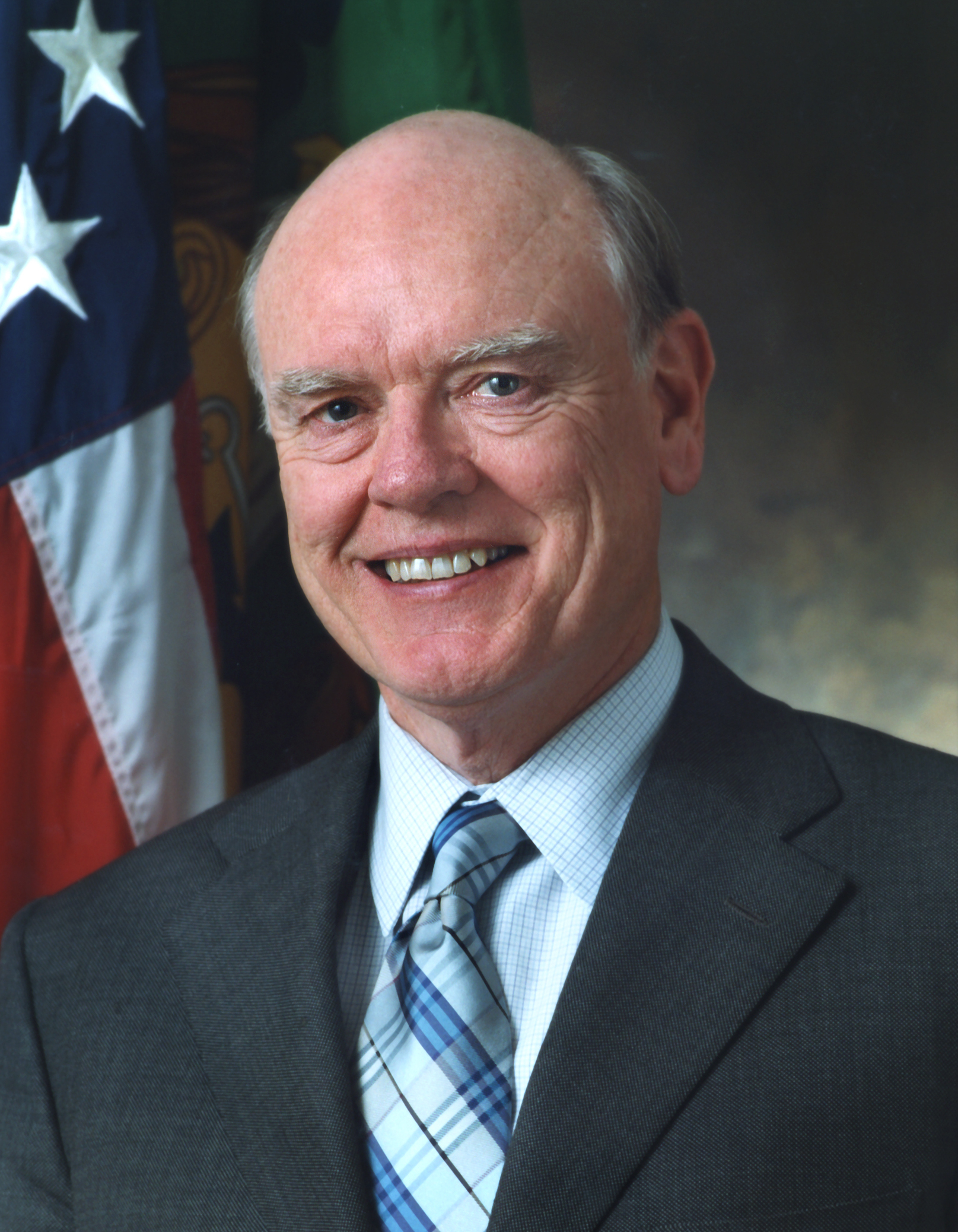
존 W. 스노

존 W. 스노(John W. Snow, 1939년 8월 2일 ~ )는 미국의 정치인, 사업가, 변호사로, 제73대 미국 재무 장관이다.